# Sojusz Zielonych Demokratów (Węgry)
Sojusz Zielonych Demokratów (węg. Zöld Demokraták Szövetsége) – węgierska partia polityczna należąca do Europejskiej Partii Zielonych powołanej w lutym 2004 w Rzymie.
W wyborach do parlamentu krajowego w 2002 Sojusz uzyskał 219 tysięcy głosów, co stanowiło 3,85%, poniżej 5-procentowego progu wyborczego. 
W wyborach do Parlamentu Europejskiego w 2004 Sojusz nie wprowadził swoich przedstawicieli do Parlamentu Europejskiego. Partia współpracuje z Grupą Zielonych - Wolny Sojusz Europejski - czwartą pod względem wielkości grupą polityczną w Parlamencie Europejskim.